# Mủ gòn
Mủ gòn là nhựa cây được tiết ra từ thân cây gòn (Gossampinus malabarica, thuộc họ Bombacaceae). Mủ gòn có màu nâu tối, dạng thạch đặc, vón thành từng cục như sương sa, cắn vào có vị chát nhẹ. Tại Việt Nam, mủ gòn được sử dụng cho mục đích giải khát như một thức uống.

## Thành phần
Mủ gòn có thành phần năng lượng không đáng kể, và một số chất khoáng như Ca, K, Mg, Zn, Na. Nó chứa một hàm lượng cao chất xơ hoà tan trong nước.

## Tính chất
Theo Đông y, mủ gòn có vị ngọt, tính mát, tác dụng thanh nhiệt, giải độc, chỉ khát, nhuận tràng vị, lợi tiểu và sát trùng đường tiểu. Chúng được sử dụng làm thức uống giải khát, giải độc và chống táo bón do có thần phần chất xơ cao có khả năng trương nở lên gấp từ tám đến mười lần trong nước và kết dính cặn bã độc hại trong ruột già, tăng lượng phân và nhu động ruột. Ngoài ra, mủ gòn góp phần cải thiện độ mỡ trong máu, tăng cảm giác no và điều tiết lượng đường trong máu ở người thừa cân, béo phì hoặc đái tháo đường.
Người Việt Nam thường sử dụng mủ gòn đơn hoặc kết hợp với một số thực vật khác như hột é, lười ươi để pha chế thức uống có tác dụng làm mát, giải độc cơ thể.

## Độc tính và cẩn trọng
Mủ gòn không có độc tính. Tuy nhiên, tính mát và nhuận trường, hai ưu điểm của các loại mủ này có thể gây ra một số phản ứng phụ. Theo Đông y, lạm dụng ăn uống quá nhiều mủ gòn sẽ gây mất cân bằng âm dương cơ thể. Phụ nữ có thai không nên dùng mủ gòn để tránh sẩy thai. Nếu dùng đủ nước khi pha chế hoặc khi ngâm nước vội khiến mủ nở không hết thì khi vào dạ dày, mủ gòn cũng có thể trương nở gây tắc ruột. Chỉ dùng mủ gòn được chế biến và bảo quản hợp vệ sinh.

## Sử dụng
Mủ gòn được sử dụng thành thức uống giải khát tại vùng Tây Nam Bộ của Việt Nam. Chúng được thu gom từ thân cây, ngâm nước cho sạch bụi bẩn và để nở ra. Mủ gòn sau ngâm nước làm sạch thì không có vị, chúng được chế biến bằng việc kết hợp với một số thành phần khác như: hạt chia, nha đam, sương sáo, dầu chuối, nước đường.